# شعيمط الثانية (عنافجة)
شعيمط الثانية (بالفارسية: شعیمط دو) هي قرية وتقع في إيران في قسم عنافجة الريفي. يقدر عدد سكانها بـ 76 نسمة .